# Josefa Ugarte Barrientos y Casaux
Josefa Ugarte Barrientos y Casaux (Málaga, 5 de septiembre de 1854 - 14 de marzo de 1891), fue una escritora española.

## Biografía
Su padre era Fernando Ugarte Barrientos y Méndez de Sotomayor, maestrante de Ronda, que llegó a escribir varios estudios sobre cría caballar. Su madre, Teresa Casaux y Galwey, pertenecía a la aristocracia de la ciudad. En su casa eran frecuentes las reuniones de las personas más importantes de la aristocracia de la ciudad de la época. 
El dinero recaudado por su obra Recuerdos de Andalucía, Leyendas, tradiciones e historia fue donado a las religiosas de Málaga, demostrando así su ideología religiosa y el paternalismo propio de su clase.
Dado su sentimiento religioso, escribió en semanarios religiosos como La Fe (1875-1876), El Católico o Religión y Literatura, participando también en sociedad y entidades de beneficencia como la Sociedad Benéfica Dramática de Amigos de los Pobres.
De su vida personal se puede destacar que contrajo matrimonio y fue la primera esposa de Fernando de la Cerda y Carvajal, IX conde y I duque de Parcent, y X de Contamina, en la Catedral de Málaga el 30 de mayo de 1887, un evento de repercusión nacional, y que le abrió las puertas a la alta sociedad madrileña, llevándola a relacionarse con Juan Valera, Víctor Balaguer y la duquesa de Medinaceli.
Su fallecimiento se debió a una fulminante pulmonía, así el 14 de marzo de 1891, fue sepultada en la capilla de la iglesia de la Victoria de Málaga.
El único hijo habido de su matrimonio, Fernando José de la Cerda y Ugarte-Barrientos, que falleció antes que su padre en 1908, se encargó de recopilar toda su obra poética, que se editó en 1905, con un prólogo de Juan de la Pezuela I conde de Cheste.
Fue una escritora malagueña, invisibilizada por la historia, que dejó un amplio legado, y demostró la importancia de su obra para merecer un hueco en nuestra historia.

## Obra
Josefa comenzó desde muy joven a escribir, debido a todas las influencias familiares que recibía. Su primera obra, Margarita, con tan sólo dieciséis años, se estrenó en el teatro principal de Málaga el 29 de mayo de 1870, de manos de la compañía de Ruiz Borrego. El estreno fue todo un éxito, en el que Josefa tuvo que salir numerosas veces a saludar al público. Poco a poco fue haciéndose un hueco dentro de la vida social y cultural de la ciudad de Málaga, y en la década de los 60 y los 70 se incorpora a la Academia de Ciencias y Literatura del Liceo. Gana varios certámenes con obras como A la conquista de Málaga (1872) y Roger de Flor (1873).
En 1873 comenzó a colaborar en los periódicos locales, tales como El Folletín y El Museo, en el que continuará colaborando hasta 1880.
En 1874 presentó dos obras de teatro, El ramo de flores y El Cruzado. En este mismo año publicó una de sus obras más importantes, Recuerdos de Andalucía: Leyendas, tradiciones e historia.
Escribió un nuevo libro en 1882, Páginas en verso, colección de poesías dedicadas al conde de Cheste. En 1889, y con el título de condesa de Parcent, publicó La estatua yacente. Poema, hoy inencontrable.